# ジェイミー・バッティ
ジェイミー・バッティ（Jamie Bhatti、1993年9月8日 - ）は、ユナイテッド・ラグビー・チャンピオンシップ、グラスゴー・ウォリアーズに所属するラグビー選手。

## プロフィール
- スコットランド・スターリング出身[1]。
- ポジションはプロップ(PR)。
- 身長 186cm、体重 120kg
- U20スコットランド代表に選ばれたことがある[2]。
- スコットランド代表キャップは16（2021年2月現在）。

## 略歴
グラスゴー・ウォリアーズ、エディンバラを経て、2020年、バースに加入。
2021年、グラスゴー・ウォリアーズに復帰。